# Territori contesi dell'Iraq settentrionale
- Confini della Regione del kurdistan (rivendicata)
- Regione del Kurdistan
- Territorio incorporato non riconosciuto
- Altri territori rivendicati e controllati
- Altri territori rivendicati
- Resto dell'Iraq

I territori contesi dell'Iraq settentrionale (in arabo المناطق المتنازع عليها في العراق‎?, in curdo ناوچە جێناکۆکەکانی عێراق‎) sono le regioni definite dall'articolo 140 della Costituzione irachena come arabizzate durante il governo del partito Baath in Iraq. La maggior parte di queste regioni è abitata da popoli non arabi, inclusi curdi, assiri, yazidi, turkmeni/turcomanni e shabak.
Le aree contese sono state una preoccupazione centrale per molti arabi, curdi e turkmeni, soprattutto dall'invasione dell'Iraq del 2003 e dalla successiva ristrutturazione politica. Il governo regionale del Kurdistan (KRG) ha ottenuto il controllo del territorio a sud della regione del Kurdistan dopo l'invasione guidata dagli Stati Uniti nel 2003, conquistando l'area che rivendicava come parte del Kurdistan iracheno.
Attualmente, oltre ai quattro governatorati esistenti nella regione del Kurdistan (Arbil, Dahuk, Halabja e Sulaymaniyah), il KRG controllano parti dei governatorati di Ninive, Kirkuk e Diyala. Durante l'offensiva dell'ISIL del 2014, le forze peshmerga del KRG hanno conquistato più territori contesi. Il governatorato di Kirkuk, strategicamente importante per i suoi giacimenti petroliferi, è stato riconquistato dalle forze governative irachene nella battaglia di Kirkuk del 2017.

## Tensioni tra Iraq e Kurdistan iracheno nel 2012
Arabi sunniti
     Arabi sciiti
     Curdi musulmani
     Assiri
     Yazidi
     Turcomanni

Arabi sunniti
Arabi sciiti
Curdi musulmani
Assiri
Yazidi
Turcomanni

Le tensioni tra il Kurdistan iracheno e il governo centrale iracheno sono aumentate nel 2011-2012 sui temi relativi alla condivisione del potere, della produzione di petrolio e del controllo territoriale. Nell'aprile 2012, Masoud Barzani, presidente della regione autonoma del Kurdistan iracheno, ha chiesto ai funzionari di accettare le loro richieste o di accettare la secessione da Baghdad entro settembre 2012.
Nel settembre 2012, il governo iracheno ha ordinato al governo regionale del Kurdistan (KRG) di trasferire i suoi poteri sui Peshmerga al governo centrale. Le relazioni sono state ulteriormente aggravate dalla formazione di un nuovo centro di comando delle forze irachene per operare in un'area contesa su cui sia Baghdad che il KRG rivendicano la giurisdizione.
Il 16 novembre 2012, uno scontro militare tra le forze irachene e i Peshmerga ha provocato la morte di una persona. La CNN ha riferito che 2 persone erano state uccise (una delle quali un soldato iracheno) e 10 erano rimaste ferite negli scontri nella città di Tuz Khurmato.
Nella notte del 19 novembre, gli scontri tra le forze di sicurezza del governo centrale iracheno e le forze del KRG nel Tigrit hanno causato la morte di 12 soldati iracheni e un civile, secondo l'agenzia di stampa Doğan. Lo scontro è scoppiato quando i soldati iracheni hanno tentato di entrare nel nord dell'Iraq; i Peshmarga hanno cercato di impedire ai soldati iracheni di entrare nell'area su istruzioni di Barzani. Il 25 novembre, è stato riferito che il Kurdistan iracheno aveva inviato rinforzi in un'area contesa dove le sue truppe erano coinvolte in una situazione di stallo con l'esercito iracheno, nonostante gli appelli da entrambe le parti al dialogo per calmare la situazione.

## Territori coinvolti
Il Comitato per l'attuazione dell'articolo 140 definisce i territori contesi come quelle aree che sono state arabizzate e i cui confini sono stati modificati tra il 17 luglio 1968 e il 9 aprile 2003. Quelle aree includono parti di quattro governatorati nei confini precedenti al 1968.
Uno dei principali problemi nel tentativo di attuare l'articolo 140 è stata la discrepanza nella definizione di "area contesa". L'articolo si riferisce solo alle regioni che passerebbero attraverso questo processo di normalizzazione come "Kirkuk e altre aree contese". Nel 2003, il negoziatore curdo Mahmud Othman suggerì che le aree a maggioranza curda a sud della linea verde fossero immediatamente collegate al KRG e che le "aree miste" dovessero essere analizzate caso per caso. Gli arabi sunniti pensavano che i curdi non dovessero guadagnare altre aree a causa dell'invasione degli Stati Uniti.

### Governatorato di Ninive
Il Governatorato di Ninive comprende il distretto di Aqra e la parte settentrionale del distretto di Al-Shikhan, che è stato sotto il controllo curdo dal 1991, e i tre distretti delle pianure di Ninive con popolazione assira, yazida e shabak, nonché la città di Sinjar e il distretto misto di Tel Afar con popolazione araba e yazida. Il distretto di Sinjar e le parti settentrionali del distretto di Tel Afar e le pianure di Ninive sono sotto il controllo del governo federale dell'Iraq, così come Aqra, Al-Hamdaniya (chiamato anche Bakhdida), Al-Shikhan, i distretti di Tel Kaif e tutto il resto nel Governatorato a nord del fiume Tigri.

### Governatorato di Erbil
I territori contesi includono il distretto di Makhmur che è stato separato dal resto del governatorato dal 1991. A partire dal conflitto iracheno-curdo del 2017, il distretto è conteso tra il governo federale e il Kurdistan iracheno.

### Governatorato di Kirkuk

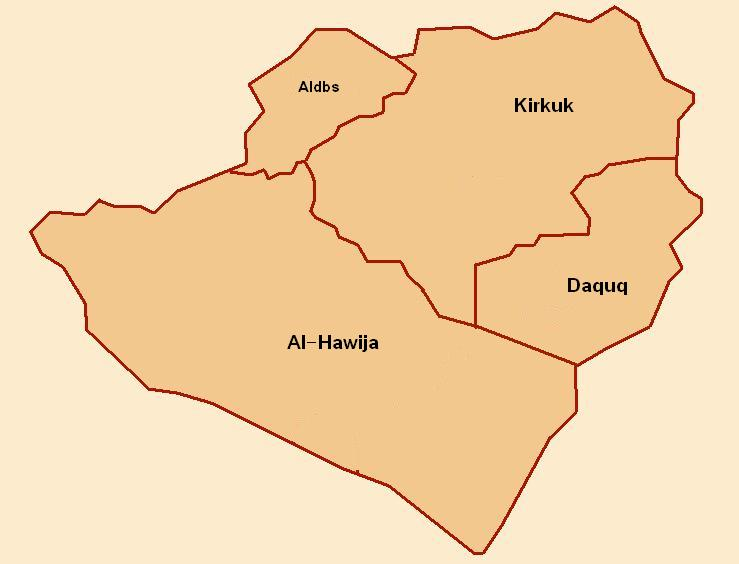
Distretti del Governatorato di Kirkuk

Il Governatorato di Kirkuk è definito dai suoi confini pre-1968, compresi i distretti di Chamchamal e Kalar del Governatorato di Sulaymaniyah e il distretto di Tooz di Salah ad Din e il distretto di Kifri di Diyala.
I confini della provincia di Kirkuk sono stati alterati, i distretti dominati dai curdi sono stati aggiunti ai governatorati di Erbil e Sulamaniya. I distretti arabi sono stati aggiunti al Governatorato di Kirkuk. I villaggi turcomanni sono stati aggiunti ai governatorati di Diyala e Salahuddin. Il 12 giugno 2014, tutto il Governatorato di Kirkuk è stato conquistato dalle forze curde con la fuga dell'esercito iracheno in seguito al successo dell'offensiva ISIL del 2014 nel nord dell'Iraq. Il Governatorato di Kirkuk è attualmente sotto il controllo del governo centrale iracheno.
| Risultati del censimento del Governorato di Kirkuk |         |             |         |             |         |             |
| Madrelingua                                        | 1957    | Percentuale | 1977    | Percentuale | 1997    | Percentuale |
| Curdi                                              | 187.593 | 48,2%       | 184.875 | 38%         | 155.861 | 21%         |
| Arabi                                              | 109.620 | 28,2%       | 218.755 | 45%         | 544.596 | 72%         |
| Turkmeni                                           | 83.371  | 21,4%       | 80.347  | 17%         | 50.099  | 7%          |
| Assiri                                             | 1.605   | 0,4%        |         |             |         |             |
| Ebrei                                              | 123     | 0,03%       |         |             |         |             |
| Altri                                              | 6.545   | 1,77%       | 0       | 0%          | 2.189   | 0,3%        |
| Totale                                             | 388.829 | 100%        | 483.977 | 100%        | 752.745 | 100%        |

### Diyala e altri governatorati
I territori contesi includono i distretti di Khanaqin, Kifri e Baladrooz del Governatorato di Diyala, il Distretto di Tooz che attualmente fa parte del Governatorato di Salah ad Din e il Distretto di Badra che attualmente fa parte del Governatorato di Wasit.